# 纽里
纽里（英語：Newry）位于爱尔兰岛纽里河畔，人口27,433人（2001年），是北爱尔兰第四大城市。
纽里于1144年由熙笃会修道院建立，是北爱尔兰最古老的城镇之一。2002年，為慶祝英國女王伊莉莎白二世在位50年，紐里和利斯本一同獲得了城市地位。